# Isle of Mull (Schiff)
Die Isle of Mull ist eine Ro-Pax-Fähre der Reederei CalMac Ferries. Das Schiff gehört Caledonian Maritime Assets in Port Glasgow, die es auch bereedern. Eingesetzt wird das Schiff von CalMac Ferries im Liniendienst zwischen Oban und Craignure auf der Isle of Mull. In den Wintermonaten verkehrt das Schiff auch auf der Strecke zwischen Oban und Scalasaig auf der Insel Colonsay.

## Geschichte
Das Schiff wurde unter der Baunummer 572 auf der Werft Appledore Ferguson Shipbuilders in Port Glasgow gebaut. Die Kiellegung erfolgte am 20. Februar 1987, Taufe und Stapellauf am 8. Dezember 1987. Taufpatin war Princess Alexandra. Benannt ist das Schiff nach der gleichnamigen Insel der Inneren Hebriden.
Das Schiff wurde am 11. April 1988 in Dienst gestellt. Es ersetzte die zuvor auf der Strecke eingesetzte, 1966 als Stena Baltica gebaute Caledonia.
Das Schiff stellte sich als zu schwer heraus und wurde daher noch im Herbst 1988 auf der Werft Tees Dockyard in Middlesbrough gedockt und um rund 5 Meter verlängert.

## Technische Daten und Ausstattung
Das Schiff wird von zwei Viertakt-Achtzylinder-Dieselmotoren des Herstellers Mirrlees Blackstone (Typ: 8MB275T) mit jeweils 3450 kW Leistung angetrieben. Die Motoren wirken über Untersetzungsgetriebe auf zwei Verstellpropeller mit Becker-Ruder. Das Schiff ist mit zwei Bugstrahlrudern ausgestattet. Für die Stromerzeugung an Bord stehen mehrere Dieselgeneratoren zur Verfügung.
Das Schiff verfügt über ein durchgehendes Fahrzeugdeck mit 150 Spurmetern, auf dem auf fünf Fahrspuren 70 Pkw Platz finden. Die nutzbare Höhe auf dem Fahrzeugdeck beträgt 4,7 Meter. Das Fahrzeugdeck ist über eine Bug- und eine Heckrampe zugänglich. Vor der Bugrampe befindet sich ein Bugvisier, das nach oben geöffnet werden kann.
Oberhalb des Fahrzeugdecks befinden sich drei Decks mit den Einrichtungen für die Passagiere und die Schiffsbesatzung sowie die über die gesamte Breite geschlossene Brücke. Die Einrichtungen für die Passagiere verteilen sich auf alle drei Decks, u. a. mit einem Selbstbedienungsrestaurant, einer Lounge und einem Bereich mit Ruhesesseln auf Deck 4, einer Lounge und offenen Deckbereichen mit Sitzgelegenheiten auf Deck 5 sowie einem Sonnendeck mit Sitzgelegenheiten auf Deck 6. Die Einrichtungen für die Besatzungsmitglieder befinden sich auf Deck 5, die Brücke auf Deck 6.
Als Rettungsmittel für Notfälle stehen drei Rettungsboote sowie mehrere Rettungsinseln zur Verfügung.